# Kolbeinn Finnsson
Kolbeinn Birgir Finnsson (født 25. august 1999) er en islandsk professionel fodboldspiller, der spiller for den hollandske klub Utrecht og Islands landshold som forsvarsspiller eller midtbanespiller. Han har spillet i Island, Holland, England, Tyskland og Danmark.

## Klub karriere

### Fylkir
Som midtbanespiller begyndte Kolbeinn sin karriere i sit hjemland Island i Fylkir-akademiet. Hans udvikling var sådan, at han blev klubbens yngste spiller nogensinde, da han fik sin debut i en alder af 14 år og 229 dage i en 3-0 sejr over Þróttur den 11. april 2014. Kolbeinn underskrev en ny to og et halvt års kontrakt den 2. maj 2015, han blev den yngste spiller i klubbens historie til at starte i en Úrvalsdeild kamp.

### FC Groningen
Den 27. oktober 2015 flyttede Kolbeinn til Holland for at slutte sig til Eredivisie -klubben FC Groningen på en 21⁄2-årig kontrakt med virkning fra 1. januar 2016.  

### Brentford
Den 8. juni 2018  flyttede Kolbeinn til England for at skifte til B-holdet i Championship -klubben Brentford. Han underskrev en toårig kontrakt med mulighed for yderligere et år med virkning fra 1. juli 2018. Efter at have fået sin internationale debut for Island i januar 2019, blev Kolbeinn Brentford B's første spiller nogensinde til at vinde en landskamp uden endnu at have optrådt på førstehold for klubben.

### Borussia Dortmund II
Den 20. august 2019 flyttede Kolbeinn til Tyskland for at skifte til reserveholdet i Borussia Dortmund på en treårig kontrakt.

### Lyngby Boldklub
Den 25. januar 2023 skiftede Kolbeinn til den danske Superliga- klub Lyngby og underskrev en 21⁄2 årig kontrakt. Han spillede 48 kampe og scorede tre mål i løbet af sæsonerne 2022-23 og 2023-24, hvor klubben med nød og næppe undgik nedrykning. 

### Utrecht
Den 21. august 2024 vendte Kolbeinn tilbage til Holland og underskrev en tre-sæsonkontrakt med Utrecht.

## International karriere
På internationalt ungdomsniveau spillede Kollbein på Islands U16-, U17-, U19- og U21-hold. Han var en del af U16-truppen, som vandt bronzemedaljen ved OL i 2014 for ungdom.  Kolbeinn var med i Islands 2021 UEFA European U21 Championship-finaletrup, og han spillede tre optrædener forud for holdets exit fra gruppespillet.  

## Personligt liv
Kolbeinn er søn af den pensionerede internationale fodboldspiller Finnur Kolbeinsson.